# Josep Pallach i Carolà
Josep Pallach i Carolà  (Figueres, 10 de febrer de 1920 - l'Hospitalet de Llobregat, 11 de gener de 1977) fou un mestre, pedagog i polític català. Membre d'una família pagesa, fill de Miquel Pallach i Quimeta Carolà, el seu germà Emili Pallach i Carolà també fou polític. Va ser alumne de l'IES Ramon Muntaner de Figueres. Es casà amb Teresa Juvé i va tenir una filla, Antònia. Una escola bressol de Gavà duu el seu nom.

## Orígens
Josep Pallach i Carolà neix en una família modesta. Pel que fa a l'ensenyament rebut, estudia al col·legi empordanès del Senyor Josep Pey i Calvet on el mes de març de 1934 va fundar la revista Joventut, i també farà dos anys d'estudi més de Batxillerat. Amb tretze anys (a l'abril de 1933) Josep Pallach presenta un treball a un concurs convocat per l'Ajuntament en l'aniversari de la proclamació de la República. En aquesta ocasió fou un dels guanyadors amb l'obra que duia com a títol República, llibertat, autonomia. En aquests moments ja sorprèn el seu grau de maduresa i ja es pot veure amb claredat les postures polítiques que té el jove de tretze anys (ben diferents a les del seu pare, que fou regidor d'Esquerra Republicana).
El 1934, amb només catorze anys, s'afilià al Bloc Obrer i Camperol, dirigit per Joaquim Maurín, fou president de la FNEC de Figueres i el 1936 es va unir al Partit Obrer d'Unificació Marxista (POUM), del qual en fou secretari de les joventuts a Figueres. Participa en diversos actes públics al costat d'Andreu Nin. Quan esclatà la Guerra Civil espanyola es va enrolar en la 27a Divisió, però el seu pare li ho impedirà, ja que encara era molt jove.
Creà el Comitè Local de Cultura i Art, encarregat de salvar el patrimoni cultural i artístic de l'Alt Empordà. Durant els fets de maig de 1937 defensà els locals del POUM de Figueres i s'amagà a Roses, on feu de mestre d'escola i s'afilià a la CNT. El gener de 1938 fou enviat al front en un batalló de càstig controlat pel PSUC.

## Exili i clandestinitat
Acabada la guerra, s'exilià a França i fou internat un temps als camps de concentració a Sant Llorenç de Cerdans, els Banys d'Arles i Sant Cebrià de Rosselló. Alhora es llicencià en Filosofia i Lletres en la Universitat de Montpeller.
En esclatar la Segona Guerra Mundial va col·laborar amb la Resistència francesa. Va participar en el grup de resistència Martin, encarregada d'ajudar a travessar la frontera aviadors anglesos abatuts, i també formà part del Front de la Llibertat. Ambdós havien estat creats per l'antic company del POUM Josep Rovira i Canals. El 1942 la Gestapo va descobrir la xarxa i Pallach va haver de travessar la frontera clandestinament per Banyuls de la Marenda i va retornar a Catalunya, on va participar en la I Conferència Nacional del POUM a Valldoreix (novembre de 1943) on fou elegit membre del primer Comitè Executiu de l'interior. Aprofità el seu càrrec per a proposar l'abandó de les tesis leninistes i adoptar un socialisme més obert als nous corrents polítics. El juny de 1944 va participar en la II Conferència de Barcelona on es confirmà la seva pertinença al comitè executiu.
El novembre de 1944 fou delegat de l'interior a la Conferència del POUM celebrada a Tolosa de Llenguadoc, però quan pocs dies després va tornar a Catalunya, el 24 de desembre de 1944, fou detingut per la policia mentre dinava en un restaurant de Barcelona. Fou empresonat a Figueres i a Salt durant catorze mesos. El febrer de 1946 va protagonitzar una sonada evasió amb altres presos.
Retornà a França i s'afilià al Moviment Socialista de Catalunya, constituït el gener de 1945 per Rovira amb antics militants del POUM, de la Unió Socialista de Catalunya (USC) i de la Federació Catalana del PSOE a l'exili francès. S'instal·là a París, on estudià pedagogia i psicologia a la Sorbona i treballà com a mestre a l'Escola de Periodisme. Entre 1946 i 1948 realitzà diversos viatges clandestins a Catalunya per a constituir nuclis de l'MSC a l'interior. El 1948 es casà amb Teresa Juvé i el 1951 es constituïa el Consell de Coordinació de l'MSC seguint les directrius de Manuel Serra i Moret.
Professionalment treballà com a pedagog a diverses ciutats franceses. El 1951 treballà al Lycée Pilote de Montgeron on potencià la inserció de nens amb problemes i publicà diversos treballs d'investigació. Això li facilità que el 1950 obtingués el premi Serra Hunter als Jocs Florals de Perpinyà. Fins al 1968 es dedicà a tasques d'organització de l'MSC i participà en la publicació d'Endavant.
El febrer de 1957 firmà l'anomenat Pacte de París en representació de l'MSC. Era un intent de crear un organisme unitari que aplegués tant l'oposició monàrquica com la republicana al franquisme. El 1962 entra clandestinament a Catalunya per tal de col·laborar en la constitució de l'Aliança Sindical Obrera (ASO), i el 1963, a la mort de Serra i Moret, assumí la direcció del 'MSC. El 1966 es va escindir de l'MSC el sector més radical dirigit per Joan Reventós i Carner, partidari del marxisme, mentre que ell passava a dirigir a l'exili el sector partidari de l'adopció del programa de Bad Godesberg de l'SPD alemany i de l'aproximació al laborisme britànic. El mateix any 1966, i en les eleccions municipals de Prats del Llobregat, Josep Pallach impulsarà amb Jordi Pujol la formació d'una candidatura de Coalició Democràtica de Catalunya (CDC). Alhora va crear el Secretariat d'Orientació de la Democràcia Social Catalana amb membres d'ERC (Heribert Barrera), Acció Catalana (Rafael Tasis i Marca) i la CNT.

## Retorn a Catalunya
El 1969 retornà definitivament a Catalunya, es doctorà en Ciències de l'Educació (1975) i fou professor d'Història de l'Educació a la Universitat Autònoma de Barcelona, alhora que el 1972 contribuí a la creació de l'Escola de Mestres de Sant Cugat i del Departament de Ciències de l'Educació.
El 1973 publica el llibre La explosión educativa. Mentrestant, Pallach treballa intensament en la seva tesi doctoral que presenta el 1975 amb el tema Els mestres públics i la reforma de l'Ensenyament a Catalunya, publicat el 1978.
El 10 de novembre de 1974 participà activament en la constitució, a Montserrat, del Reagrupament Socialista i Democràtic de Catalunya (RSDC), amb el sector del MSC que havia encapçalat, per tal de diferenciar-se definitivament del corrent de Raventós, anomenat Convergència Socialista de Catalunya, i amb la idea de constituir un Partit Socialista Català autònom. També s'hi aplegaren un sector d'ERC dirigit per Heribert Barrera, el grup d'orientació cristiana dels Socialistes Demòcrates Catalans, i el Bloc Popular de les Terres de Lleida.
L'abril de 1975 va participar en el cicle Les terceres vies a Europa a l'Institut Catòlic d'Estudis Socials de Barcelona (ICESB), on es van donar a conèixer les noves posicions socialdemòcrates existents a Catalunya. Poc després participà en la constitució del Consell de Forces Polítiques de Catalunya l'hivern de 1975, plantejant el restabliment de la Generalitat Republicana i el retorn del president Josep Tarradellas.
El gener de 1976, una vegada mort el dictador Francisco Franco, fou elegit copresident del RSDC amb Josep Verde i Aldea i Heribert Barrera i Costa. El maig de 1976 el Reagrupament Socialista es transformà en PSC-Reagrupament del que el 9 de gener de 1977 en fou elegit secretari general. Però l'endemà, a la cloenda del III Congrés del PSC-R, i mentre donava classe a l'Institut de Ciències de l'Educació a Girona es va sentir indisposat, es retirà a Esclanyà, on fou visitat pel cardiòleg Dr. Cornellà, el qual li aconsellà d'ingressar a l'hospital de Barcelona. A les portes de l'Hospital de Bellvitge es desmaià i ja no va tornar en si.

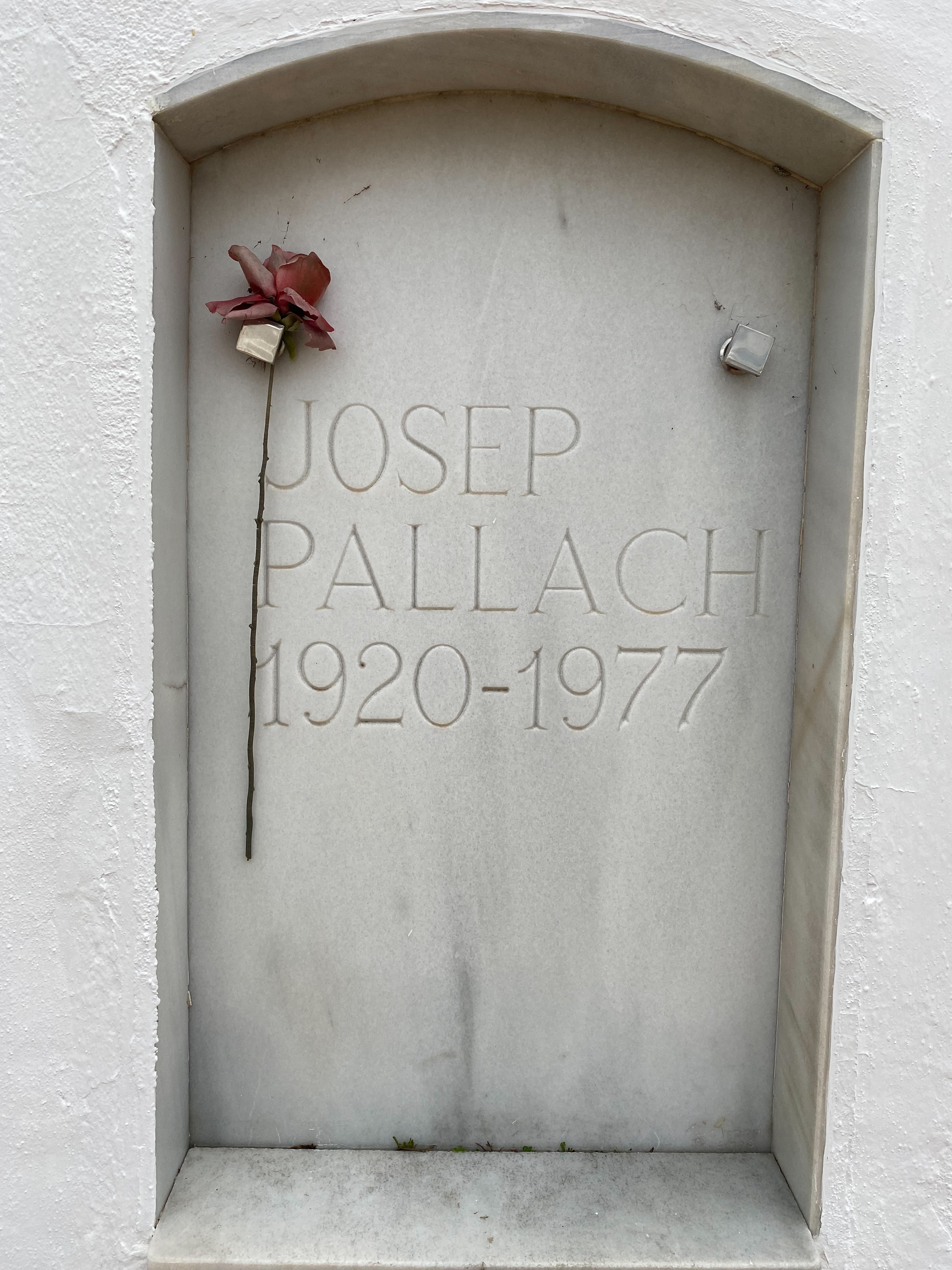
Tomba de Josep Pallach al cementiri d'Esclanyà

Amb la mort de Josep Pallach, el cadàver seria exposat al local del Partit a Barcelona i enterrat a Esclanyà. Posteriorment se l'honorà amb la dedicatòria del seu nom a carrers i places, així com diverses institucions socials, i amb actes commemoratius que el recordaren. L'any 2012, a Palafrugell, es va constituir la Fundació Josep Pallach centrada en l'educació des d'un punt de vista transversal.
És considerat l'exponent màxim de l'anomenat socialisme reformista, catalanista i partidari d'una solució federal per a l'Estat espanyol. Va publicar nombrosos treballs, tant de teoria política com de pedagogia.
El fons de Josep Pallach ha estat conservat per la seva família fins al seu ingrés a l'Arxiu Municipal de Palafrugell. La documentació de caràcter pedagògic es conserva a la Universitat de Girona.

## Publicacions
- El nostre combat (Acció i perspectiva del socialisme a Catalunya), París, 1954.
- Les nostres arrels, Perpinyà, 1962
- El gran problema. Escola i ensenyament per a tots, Perpinyà, 1964.
- Instituts pilot i reforma de l'ensenyament mitjà. L'experiència francesa, Barcelona, 1971.
- La democràcia, per què fer?, Barcelona, 1975.
- Socialisme. Aportacions de Josep Pallach, Barcelona, 1978.

## Fons per a la Història de l'Educació
El Fons per a la Història de l'Educació de la Biblioteca de la Universitat de Girona s'estructura al voltant del fons antic de la Biblioteca de l'Escola Normal de Girona (1844-), que va ser catalogat l'any 1994 i que fou definitivament instal·lat a la Biblioteca Barri Vell de la UdG el 1998.
Aquest fons antic consta de 2.461 llibres i s'ha anat incrementant i completant amb donatius de diferents persones (Bargés, Boixadós, Dalmau, Esteva, Franch, Ferrer C. Maura, Mestras, Pallach, Sigalés, Verrié…) vinculades al món de l'ensenyament i el fons de l'Escola Bruguera. Actualment aquest fons consta d'uns 10.000 volums.